# Jonathan Dwight
Jonathan Dwight (New York, 8 december 1858 – aldaar, 22 februari 1929) was een Amerikaanse arts en ornitholoog. Hij haalde in 1880 een academische graad aan Harvard en werkte enig tijd in het bedrijf van zijn vader als civiel ingenieur. In 1889 trad hij in dienst bij de US Army bij de geneeskundige troepen en studeerde geneeskunde aan de Columbia-universiteit waar hij in 1893 zijn artsexamen haalde.
Als jongen van 14 verzamelde hij al de nesten en eieren van vogels. Later, sinds 1878 ging hij (aanvankelijk met zijn vader) op jacht om kustvogels te schieten, te prepareren en te bestuderen. Hij ondernam reizen naar New Brunswick, Nova Scotia, Prince Edward Island en Québec. Hij maakte uitgebreid studie van het verzamelde materiaal en ontwikkelde zich als een deskundige op het gebied van het ruiproces bij vogels en het onderscheiden van ondersoorten. Zijn uitgebreide collectie eieren, nesten en balgen werd vanaf 1904 ondergebracht in diverse musea. In 1909 kreeg hij daarvoor een kamer in het American Museum of Natural History.
Sinds 1883 was hij lid van de  American Ornithologists' Union en vanaf 1903 had hij verschillende bestuursfuncties, waaronder die van voorzitter tussen 1923 en 1926.

## Publicaties (selectie)
- The sequence of plumages and moults of the passerine birds of New York, Annals of the New York Academy of Sciences 13, 1900, S. 73–360
- Description of a new race of the Lesser Black-backed Gull from the Azores, American Museum Novitates 44, S 1–2, New York 1922, PDF
- The gulls (Laridae) of the world; their plumages, moults, variations, relationships and distribution, Bulletin of the American Museum of Natural History, Bd. 52, Art. 3, S. 63–401, New York 1925

- Gemeinsame Normdatei: 117664103
- International Standard Name Identifier: 0000 0000 7858 5441
- Library of Congress Control Number: n93011599
- Nationale Bibliotheek van Israël: 987007391794305171
- Nederlandse Thesaurus van Auteursnamen: 073834602
- SNAC: w6xk9mrs
- Virtual International Authority File: 79393170
- WorldCat: E39PBJhhtrdCRc6TJ9Rk7wFBT3